# Pora roku

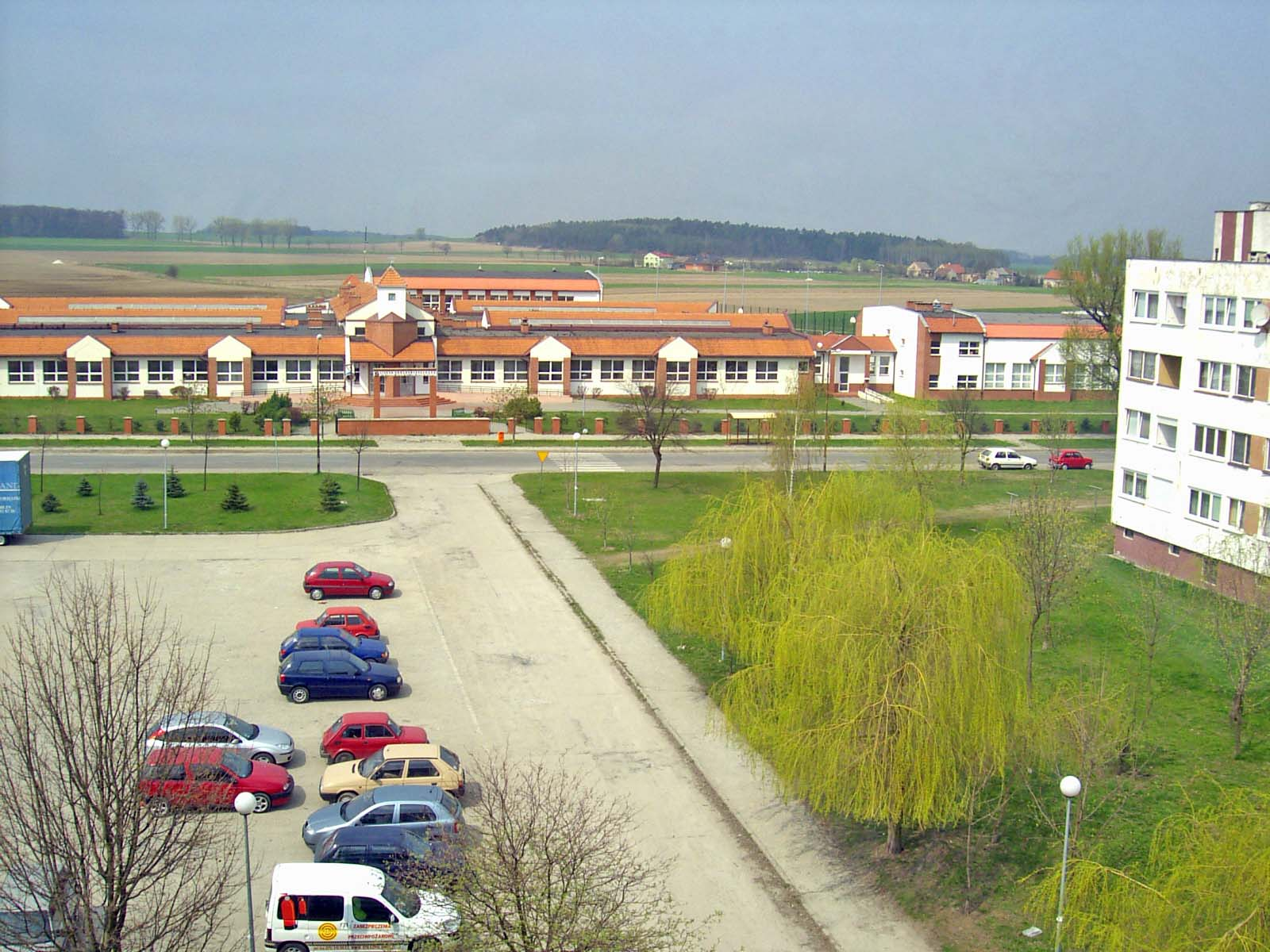
Wiosna

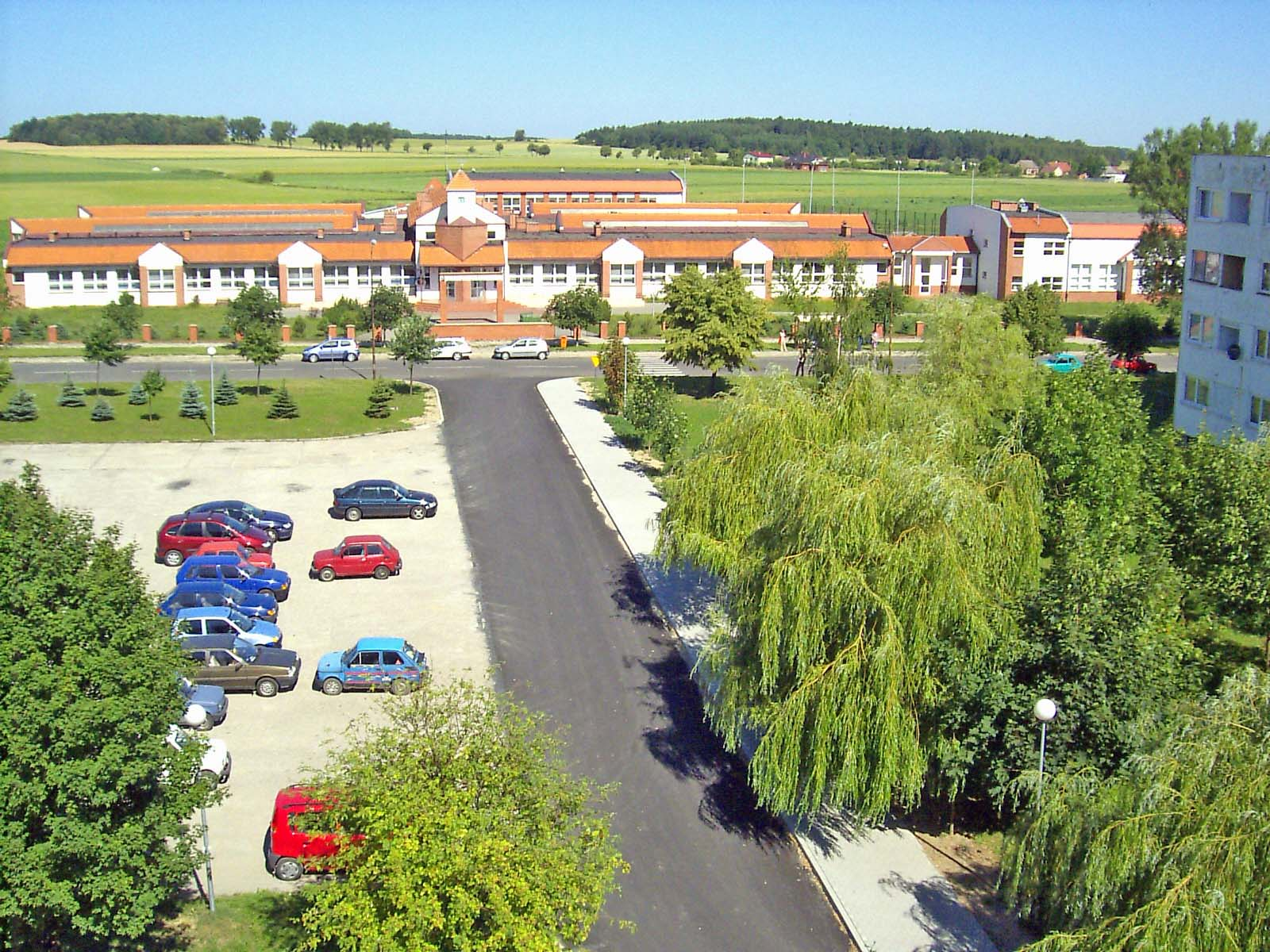
Lato

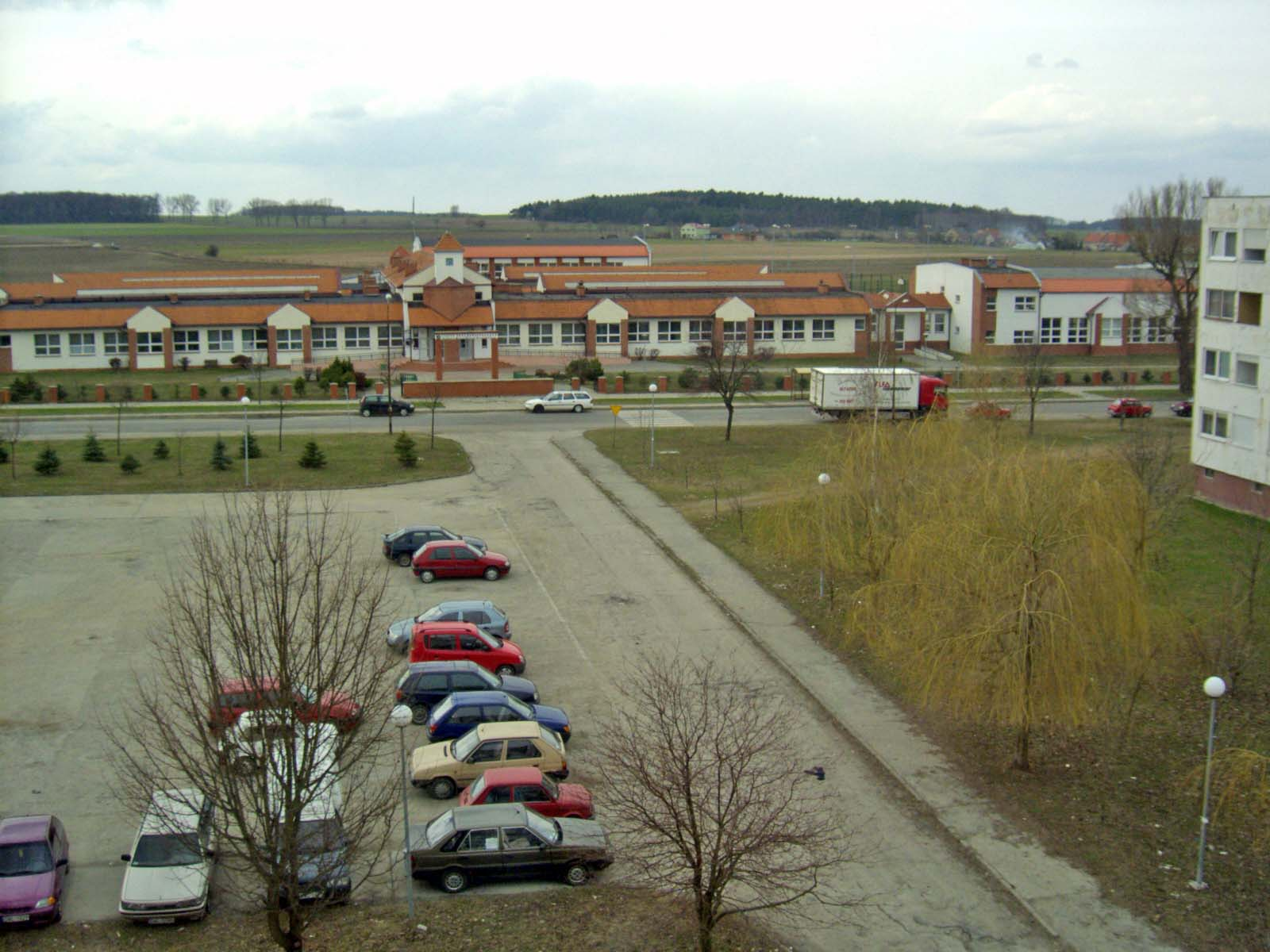
Jesień

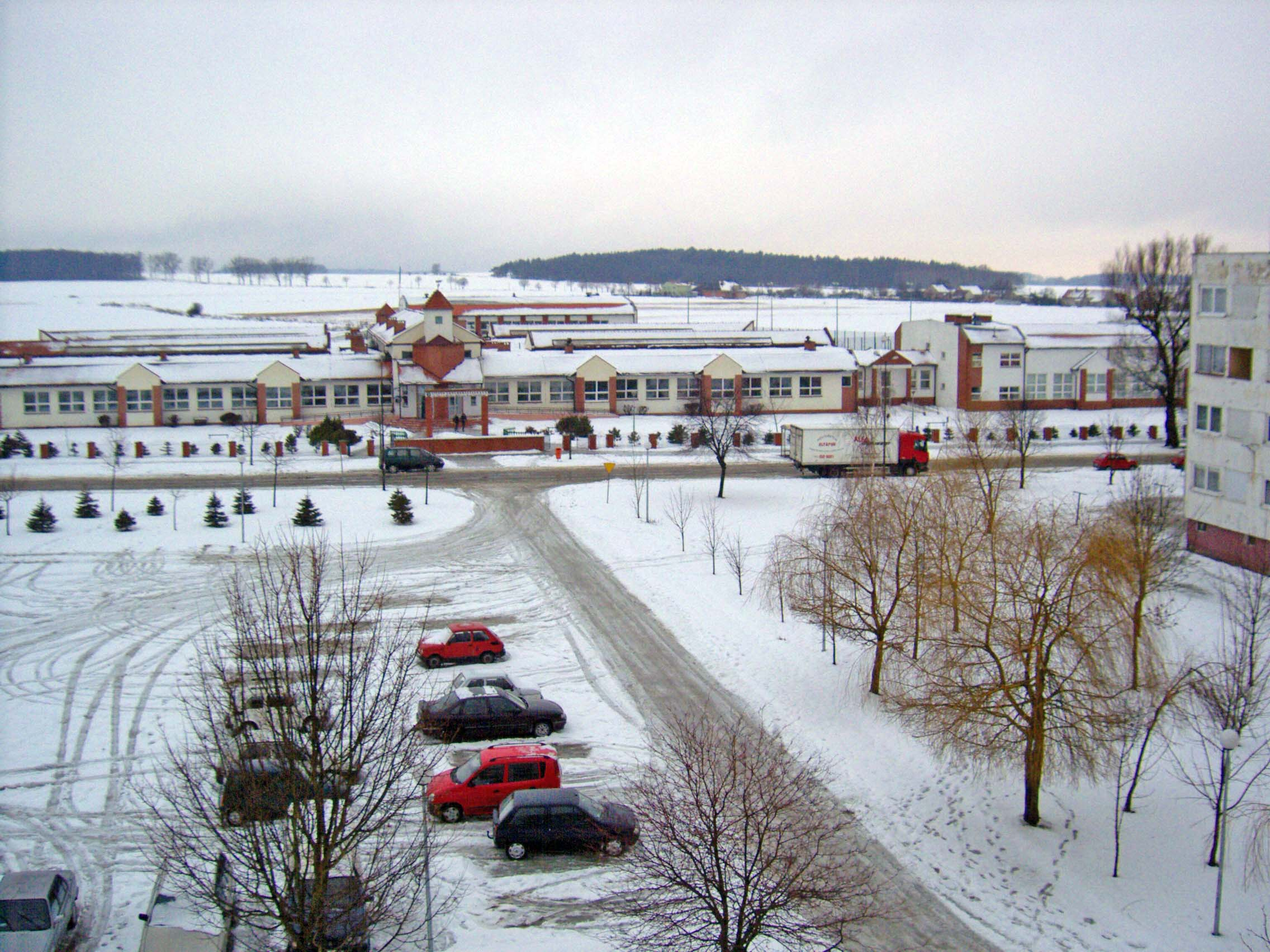
Zima

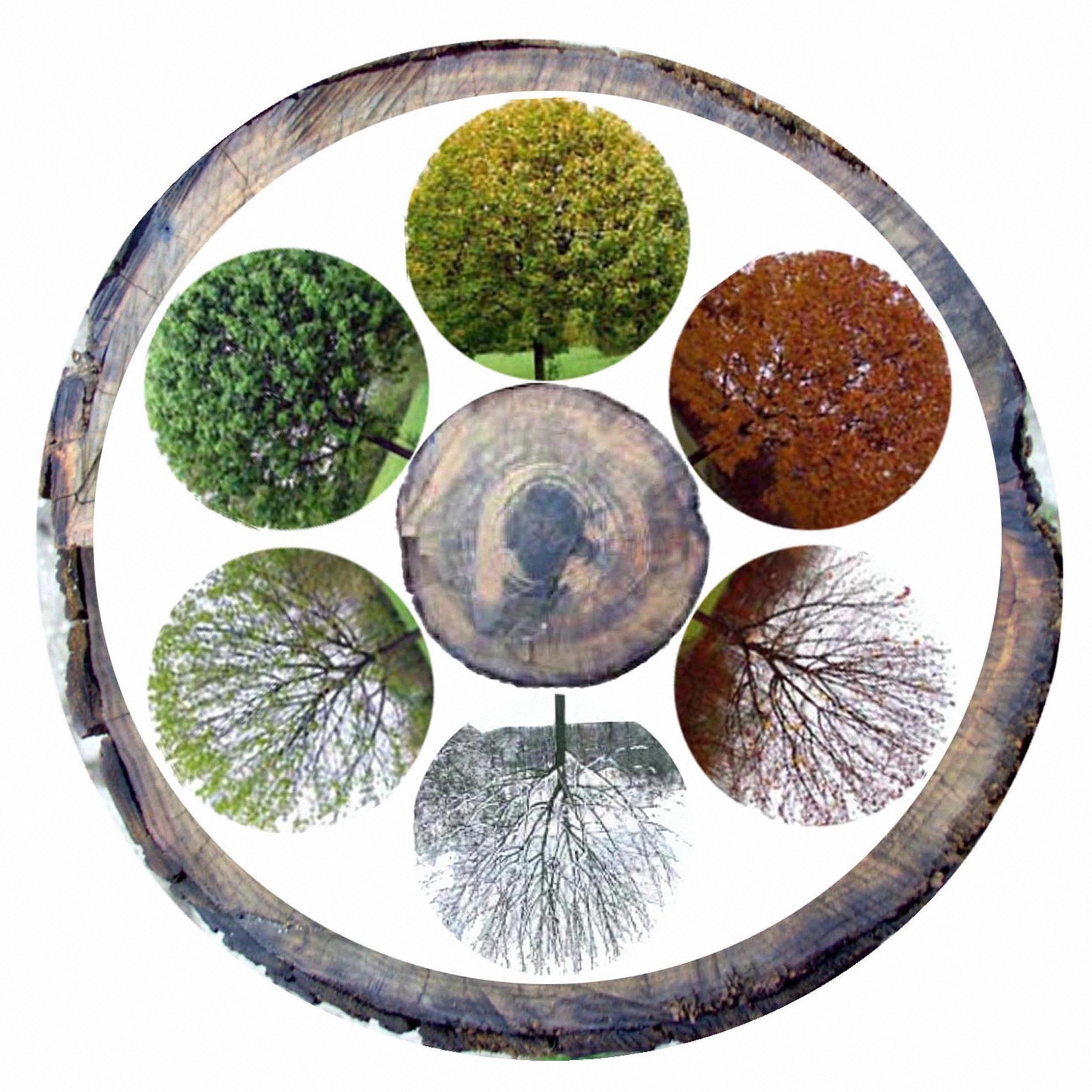
Pory roku / Słoje roczne

Pory roku – okresy roku, będące następstwem ruchu obiegowego Ziemi wokół Słońca i nachylenia osi ziemskiej do płaszczyzny orbity tego ruchu. Ruch obiegowy Ziemi przy stałym nachyleniu osi obrotu sprawia, że warunki oświetlenia Ziemi zmieniają się w rytmie rocznym, co pociąga za sobą zmiany klimatyczne oraz wpływa na wegetację roślin i tryb życia zwierząt. Nauka o wpływie pór roku na świat roślin i zwierząt to fenologia.
W klimacie umiarkowanym istnieją cztery pory roku: wiosnę, lato, jesień i zimę, jednak dla okresów przejściowych wyróżnia się też pory uzupełniające: przedwiośnie, polecie i przedzimie. W innych strefach klimatycznych może być wyróżniona inna liczba pór roku np. w strefie klimatów podzwrotnikowych: pora sucha (lato) i pora deszczowa (zima).

## Astronomiczne pory roku
W ciągu całego roku szerokość geograficzna, w której Słońce góruje w zenicie, zmienia się. Podstawą wyznaczenia dat zmian astronomicznych pór roku jest górowanie Słońca w zenicie nad równikiem bądź zwrotnikami. Ich występowaniu towarzyszą zmiany długości trwania dnia i nocy.
Podział na pory roku pod względem astronomicznym odbywa się w następujący sposób (dla północnej półkuli Ziemi):
- Wiosna (92–93 dni) zaczyna się 20 marca (rzadziej 21 marca) (równonoc wiosenna) i trwa do początku lata
- Lato (92–93 dni) zaczyna się 21 czerwca (rzadziej 20 czerwca) (przesilenie letnie) i trwa do początku jesieni
- Jesień (89–90 dni) zaczyna się 22 lub 23 września (równonoc jesienna) i trwa do początku zimy
- Zima (88–89 dni) zaczyna się 21 lub 22 grudnia (przesilenie zimowe) i trwa do początku wiosny

Każdy moment zmiany pory roku wyznaczany jest za pomocą specjalnych obliczeń i obserwacji astronomicznych i w rzeczywistości co roku wypada o innej porze dnia, a nawet innego dnia. W związku z tym np. początek wiosny wypada czasami nie 20., a 21. lub 22. dnia marca. Podobnie jest z początkiem innych pór roku.
Astronomiczne pory roku, zależne od położenia Słońca na tle gwiazdozbiorów zodiaku, występują jednocześnie na półkuli północnej i południowej.
Nazwy kalendarzowych pór roku na półkuli północnej zgadzają się z nazwami pór astronomicznych, natomiast na półkuli południowej są przesunięte o pół roku. 

## Kalendarzowe pory roku
Nazwy kalendarzowych pór roku na półkuli północnej zgadzają się z nazwami pór astronomicznych, natomiast na półkuli południowej są przesunięte o pół roku. W przeciwieństwie do astronomicznych pór roku, daty początku pór kalendarzowych są stałe – każdego roku wypadają tego samego dnia. 
Termin kalendarzowe pory roku używany jest między innymi w nauczaniu podstaw geografii. Z wykorzystaniem horyzontarium porównuje się miejsca wschodu i zachodu Słońca na widnokręgu oraz długości dziennych łuków widomej drogi Słońca na początku każdej z kalendarzowych pór roku.
| Kalendarzowa pora roku na półkuli pn.           | Kalendarzowa wiosna | Kalendarzowe lato  | Kalendarzowa jesień | Kalendarzowa zima  |
| ----------------------------------------------- | ------------------- | ------------------ | ------------------- | ------------------ |
| Data początku                                   | 21 III              | 22 VI              | 23 IX               | 22 XII             |
| Nazwa daty początku astronomicznej pory roku    | równonoc wiosenna   | przesilenie letnie | równonoc jesienna   | przesilenie zimowe |
| Miejsce wschodu Słońca na horyzoncie            | wschód              | [ 7 ]              | wschód              | [ 8 ]              |
| Miejsce zachodu Słońca na horyzoncie            | zachód              | [ 9 ]              | zachód              | [ 10 ]             |
| Kąt wysokości Słońca nad horyzontem danego dnia |                     | największy w roku  |                     | najmniejszy w roku |
| Cień w południe danego dnia                     |                     | najkrótszy w roku  |                     | najdłuższy w roku  |
| Dzień na początku pory roku jest                | równy z nocą        | najdłuższy w roku  | równy z nocą        | najkrótszy w roku  |
| W czasie pory roku dni są                       | dłuższe od nocy     | dłuższe od nocy    | krótsze od nocy     | krótsze od nocy    |
| W czasie pory roku dni są                       | coraz dłuższe       | coraz krótsze      | coraz krótsze       | coraz dłuższe      |
| Kalendarzowa pora roku na półkuli pd.           | kalendarzowa jesień | kalendarzowa zima  | kalendarzowa wiosna | kalendarzowe lato  |
| Data początku                                   | 21 III              | 22 VI              | 23 IX               | 22 XII             |
| Miejsce wschodu Słońca na horyzoncie            | wschód              | [ 13 ]             | wschód              | [ 14 ]             |
| Miejsce zachodu Słońca na horyzoncie            | zachód              | [ 15 ]             | zachód              | [ 16 ]             |
| Kąt wysokości Słońca nad horyzontem danego dnia |                     | najmniejszy w roku |                     | największyw roku   |
| Cień w południe danego dnia                     |                     | najdłuższy w roku  |                     | najkrótszy w roku  |
| Dzień na początku pory roku jest                | równy z nocą        | najkrótszy w roku  | równy z nocą        | najdłuższy w roku  |
| W czasie pory roku dni są                       | krótsze od nocy     | dłuższe od nocy    | krótsze od nocy     | dłuższe od nocy    |
| W czasie pory roku dni są                       | coraz krótsze       | coraz dłuższe      | coraz dłuższe       | coraz krótsze      |

## Meteorologiczne pory roku
Meteorologiczne pory roku zostały ustalone dla potrzeb meteorologów i klimatologów do obliczania średnich statystycznych, aby zawsze porównywać ten sam okres. Ponieważ pory astronomiczne i termiczne mają „ruchome” daty, nie nadają się do tego. W różnych krajach, regionach i instytucjach pory meteorologiczne mogą mieć ustalone różne przedziały czasowe. W 1780 roku stowarzyszenie Societas Meteorologica Palatina (istniejące do 1795) utworzyło następujący podział:
Półkula północna:
- meteorologiczna wiosna – od 1 marca do 31 maja
- meteorologiczne lato – od 1 czerwca do 31 sierpnia
- meteorologiczna jesień – od 1 września do 30 listopada
- meteorologiczna zima – od 1 grudnia do 28 lutego

Półkula południowa:
- meteorologiczna wiosna – od 1 września do 30 listopada
- meteorologiczne lato – od 1 grudnia do 28 lutego
- meteorologiczna jesień – od 1 marca do 31 maja
- meteorologiczna zima – od 1 czerwca do 31 sierpnia[20]

## Termiczne pory roku i okres wegetacyjny
Termiczne (klimatyczne) pory roku to okresy z określoną średnią dobową temperaturą powietrza. Podział roku na sześć pór został wprowadzony przez E. Romera jako charakterystyczna cecha klimatu Polski. 
Uwaga. Niektórzy autorzy pory roku wyróżnione według kryterium średniej dobowej temperatury powietrza nazywają meteorologicznymi porami roku.
Progi termiczne pór roku i meteorologicznego okresu wegetacyjnego w Polsce według Romera i Mareckiego
Źródło::
Meteorologiczny okres wegetacyjny wyszczególniono na zielono.
| Pora roku    | Średnia dobowa temperatura powietrza °C |
| ------------ | --------------------------------------- |
| zima         | ≤ 0 °C                                  |
| przedwiośnie | 0 °C – 5 °C                             |
| wiosna       | 5 °C – 15 °C                            |
| lato         | ≥ 15 °C                                 |
| jesień       | 5 °C – 15 °C                            |
| przedzimie   | 0 °C – 5 °C                             |
| zima         | ≤ 0 °C                                  |

Progi termiczne klimatycznych pór roku w Polsce według IMiGW
Opracowano na podstawie materiału źródłowego.
| Pora roku    | Średnia dobowa temperatura powietrza °C |
| ------------ | --------------------------------------- |
| zima         | ≤ 0 °C                                  |
| przedwiośnie | 0 °C – 5 °C                             |
| wiosna       | 5 °C – 10 °C                            |
| przedlecie   | 10 °C – 15 °C                           |
| lato         | ≥ 15 °C                                 |
| polecie      | 10 °C – 15 °C                           |
| jesień       | 5 °C – 10 °C                            |
| przedzimie   | 0 °C – 5 °C                             |
| zima         | ≤ 0 °C                                  |

## Fenologiczne pory roku
Fenologiczne pory roku dla Europy Środkowej według J. Sokołowskiej (1980)
Fenologiczne pory roku, okresy, które charakteryzują odmienne zjawiska życia różnych gatunków flory i fauny, zależne od cyklicznych zmian meteorologicznych. 
- zaranie wiosny (przedwiośnie) – początek topnienia śniegu; kwitnienie: leszczyna, wierzba iwa, przylaszczka
- wczesna wiosna (pierwiośnie) – kwitnienie: mniszek lekarski, czeremcha zwyczajna; pojawienie się liści: kasztanowiec zwyczajny, brzoza brodawkowata
- pełnia wiosny (wiosna) – zazielenienie się lasu liściastego; kwitnienie: kasztanowiec zwyczajny, bez
- wczesne lato – kwitnienie: bez lekarski, żyto ozime
- lato – kwitnienie: lipa; dojrzewanie: bez lekarski, jarząb pospolity
- wczesna jesień – kwitnienie: wrzos zwyczajny; dojrzewanie: kasztanowiec zwyczajny, borówka brusznica
- jesień – zmiana barwy i opadanie liści
- zima – okres spoczynku roślin – przerwa w wegetacji.